# Rockne S. O’Bannon
Rockne S. O'Bannon (Los Angeles, USA, 1955. január 12. –) televíziós író és producer. Alkotója többek között a Földönkívüli zsaru című science fiction mozifilmnek, a SeaQuest DSV, A Bermuda-háromszög rejtélye vagy a Csillagközi szökevények című televíziós sorozatoknak.

## Magánélet
Gyermekként olyan környezetben nőtt fel, melyre erős hatással volt a filmezés. Apja elektronikai vezető volt a filmiparban, így O'Bannont születésétől fogva körülvette a szakma. Apja több filmen dolgozott együtt Frank Sinatrával. Anyja profi táncosnő volt, aki Fred Astaire-rel is játszott együtt.
O'Bannon nős, egy lánya és két fia van, mindhárom gyermeket Oroszországból fogadták örökbe. Lánya apja nyomdokait követi, a filmiparban közreműködik filmzenék írásával.

## Karrier
Első történetét 12 évesen írta, mely egy helyi újságban jelent meg. Első profi darabját 19 éves korában adták ki, miután elvégezte középiskoláját.
Munkájáért egyszer jelölték az Open Craft Award-ra 2002-ben a The Road from Coorain című televíziós drámáért.

## Filmjei
- A Bermuda-háromszög rejtélye (The Triangle) (2005)... ügyvezető producer, forgatókönyvíró
- Csillagközi szökevények - Békefenntartók háborúja (Farscape: The Peacekeeper Wars) (2004) ... történetíró, ügyvezető producer
- Végzetes tévedés (Fatal Error) (1999)... forgatókönyvíró
- Cápaember (Creature) (1998)... történetíró
- Invázió (Invasion) (1997)... forgatókönyvíró
- Halálos invázió (Deadly Invasion: The Killer Bee Nightmare) (1995)... forgatókönyvíró, rendező
- Rettegj tőlem! (Fear) (1990)... forgatókönyvíró, producer, rendező
- Földönkívüli zsaru (Alien Nation) (1988)... forgatókönyvíró

## Fordítás
- Ez a szócikk részben vagy egészben  a   Rockne S. O'Bannon című angol Wikipédia-szócikk fordításán alapul.  Az eredeti cikk szerkesztőit annak laptörténete sorolja fel. Ez a jelzés csupán a megfogalmazás eredetét és a szerzői jogokat jelzi, nem szolgál a cikkben szereplő információk forrásmegjelöléseként.